# Владычица Озера (роман)
«Владычица озера» (пол. Pani Jeziora) — седьмая книга из цикла «Ведьмак» польского писателя Анджея Сапковского. Роман издан в 1999 году польским издательством superNOWA. Изначально планировалась как последняя книга цикла, завершающая сюжетную линию.

## Награды и премии[4]

### Премии
- SFinks / Nagroda SFinks, 2000 // Польский роман года
- Премия Академии НФ, фэнтези и хоррора / Cena Akademie Science Fiction, Fantasy a Hororu, 2000 // Неанглоязычная переводная книга (Польша)
- Премия Академии НФ, фэнтези и хоррора / Cena Akademie Science Fiction, Fantasy a Hororu, 2000 // Фэнтези (Польша)

### Номинации
- номинант на премию им. Януша А. Зайделя / Nagroda im. Janusza A. Zajdla, 1999 // Роман
- номинант на премию Академии НФ, фэнтези и хоррора / Cena Akademie Science Fiction, Fantasy a Hororu, 2000 // Зарубежная книга (Польша)
- номинант на «Серебряный Глобус» / Srebrny Glob, 2000 // Роман

## Сюжет книги
Цири находится в другом мире, куда прошла по порталу в Башне Ласточки (Tor Zireael). Эльфы (народ Ольх), населяющие этот мир решают использовать Цири в своих планах, она должна завести ребёнка с королём эльфов Аубероном. Единороги помогают ей бежать. Они показывают ей залежи костей людей, убитых народом Ольх, пришедшим в этот мир. Цири, открыв в себе способность переноситься по мирам, теряется в их многообразии. Две волшебницы изучающие жизнь Геральта и Цири помогают ей попасть к замку Стигга, где находится в узилище Йеннифэр. Цири предлагает Вильгефорцу освободить Йеннифэр в обмен на свою свободу, но тот отказывается и собирается оплодотворить Цири, а потом извлечь из неё плаценту. 
Несколько королевства Севера, объединившись, дают жестокое и кровавое сражение Нильфгаарду под Бренной и одерживают победу. За Бренной следует серия побед, Нильфгаард заключает мир с королевствами. Император Нильфгаарда Эмгыр решает жениться на девушке, выдававшей себя за принцессу Цинтры. 
Геральт, находясь в княжестве Тусент, случайно подслушивает разговор Скеллена и аристократов заговорщиков. Они просят Скеллена сообщить им где скрывается Вильгефорц. Геральт немедля собирает своих друзей: Кагыра, Ангулему, Мильву и Региса и отправляется в путь. Они прибывают как раз вовремя. Все друзья ведьмака погибают в бою с Вильгефорцем и его приспешниками. Геральту удаётся убить колдуна. В замок врываются нильфгаардские гвардейцы, которых ведёт сам Эмгыр. Геральт уединяется с Эмгыром. Он узнал в нём Дани, мужа Паветты, отца Цири. Геральт и Йеннифер согласны покончить с собой, но неожиданно Эмгыр с гвардией уезжают, оставив Цири.   
Йеннифэр отправляется к Чародейской Ложе вместе с Цири. Проезжая Туссент они видят Лютика, которого собираются казнить за измену княгине. В последний момент приезжает вестик с помилованием. Цири и Йеннифер договаривается о встрече с Геральтом в Ривии. Чародейки Ложи решают, что Цири должна стать наложницей Танкреда, наследного принца Ковира и создать династию будущего великого королевства Севера. Но они после голосования разрешают Цири поехать к Геральту. В день их встречи в городе случается погром, люди вырезают эльфов и краснолюдов. Геральт, дав себе слово не вмешиваться, вступает в бой с целой толпой погромщиков и оказывается смертельно ранен, как и было предначертано предназначением и видениями Цири ещё в детстве. Йеннифэр и Трисс Меригольд разгоняют погромщиков, но им не удаётся спасти ведьмака. К берегу озера подходит лодка, погибшие друзья Геральта поднимают на борт его и Йеннифэр. Геральт приходит в себя в другом мире, где будет жить с Йеннифэр. Цири покидает их и попадает в другой мир, где встречает рыцаря Галахада и отправляется с ним в Камелот к двору короля Артура.

## Переводы и адаптации
Роман переведён на несколько языков: русский (АСТ, 2000, переводчик Евгений Вайсброт), чешский (Leonardo, 2000), литовский (Eridanas, 2007), французский (Bragelonne, 2011), немецкий (DTV, 2011), итальянский (Editrice Nord, 2015), финский (WSOY, 2016), нидерландский (Luitingh-Sijthoff 2016), английский (Victor Gollancz, 2017, переводчик Дэвид Френч), украинский («Володарка озера», переводчик Сергей Легеза, 2017)
Также роман выпущен в виде аудиокниг (например русский перевод в озвучке Всеволода Кузнецова, который также озвучивал Геральта в играх «Ведьмак»).

### Российские издания
| Издательство | Серия                           | В составе книги                        | Формат      | Переплёт | Страниц | ISBN          | Дата публикации     |
| ------------ | ------------------------------- | -------------------------------------- | ----------- | -------- | ------- | ------------- | ------------------- |
| «АСТ»        | «Век Дракона»                   | «Владычица Озера»                      | 84x108 1/32 | Твёрдый  | 512     | 5-237-04237-6 | 15 января 2000 года |
| «АСТ»        | «Золотая серия фэнтези»         | «Владычица Озера. Дорога без возврата» | 84x108 1/32 | Твёрдый  | 667     | 5-17-004963-3 | 21 мая 2003 года    |
| «АСТ»        | «Библиотека Фантастики»         | «Цири», стр. 645—1086                  | 60x90 1/16  | Твёрдый  | 1216    | 5-17-025427-X | 6 ноября 2004 года  |
| «АСТ»        | «Библиотека мировой фантастики» | «Цири», стр. 645—1086                  | 60x90 1/16  | Твёрдый  | 1216    | 5-17-025429-6 | 6 ноября 2004 года  |
| «АСТ»        | «Золотая серия фэнтези»         | «Владычица Озера. Дорога без возврата» | 84x108 1/32 | Твёрдый  | 667     | 5-17-004963-3 | 7 октября 2006 года |
| «АСТ»        | «Золотая серия фэнтези»         | «Владычица Озера. Дорога без возврата» | 84x108 1/32 | Твёрдый  | 672     | 5-17-004963-3 | 9 августа 2007 года |

### Продолжения и фанфики
В рассказе «Девушка, которая никогда не плакала» Анджея В. Савицкого завершается одна из линий романа «Владычица Озера», рассказывающая о судьбе эльфийки Торувьель после встречи с обозом раненых нордлингов.